# Diego Stocco
Diego Stocco (Rovigo, 1976) è un compositore italiano, che vive negli Stati Uniti d'America a Burbank (California), dove lavora alla produzione di colonne sonore per film e videogiochi.

## Biografia
Ha iniziato ad usare per gioco una tastiera all'età di sei anni e ha sviluppato poi la passione per la musica. A 11 anni entra al Conservatorio di Rovigo per il corso di violino, ma viene espulso a 12, complice anche il suo scarso interesse per lo strumento (preferiva infatti lo studio del pianoforte). Con il tempo ha indirizzato i suoi interessi verso la musica elettronica diventando un sound designer, e creando innumerevoli composizioni per videogiochi, film, e trailer.

## Editing
Lavora alle sue tracce attraverso il campionamento di suoni naturali e organici e la registrazione di strumenti particolari da lui creati. La particolarità delle sue composizioni sta nel fatto che egli lavora con il software Ableton Live scolpendo la forma d'onda di ogni suono e modificandone le frequenze fino a ad ottenere il suono da lui ricercato. Diego nel tempo ha acquisito una grande padronanza di questa tecnica tale che ormai la utilizza in tutti i suoi lavori, nonostante essa richieda una maggiore laboriosità rispetto alle tecniche tradizionali.

## Strumenti
Per la produzione dei suoi brani Stocco ha reinventato alcuni strumenti classici, come il contrabbasso e la viola, e ne ha inventati di nuovi utilizzando oggetti come spillatrici, stendipanni, sabbia, bonsai, opportunatamente microfonati e registrati. L'Experibass è uno strumento basato sul corpo di un contrabbasso al quale sono stati aggiunti i manici di un violoncello, di una viola e un violino. Stocco non ne sfrutta solo il suono delle corde (sia suonate con l'archetto che pizzicate) ma lo percuote con bacchette, forchette e pedali da batteria per ottenere anche effetti percussivi. Con questo strumento ha composto la colonna sonora del film Sherlock Holmes, che gli ha valso anche il titolo di featured soloist. Per la realizzazione del video Music from Sand Stocco ha anche registrato con un microfono a contatto le vibrazioni generate smuovendo la sabbia.

## Lavori
Diego Stocco ha creato per l'etichetta Epic Score/APM una serie di cd intitolati Epic Textures che sono stati usati per molte pubblicità; per trailer di film come ad esempio Terminator Salvation, 2012, Eagle Eye, The Uninvited, Lady in the Water; per videogame come Justice League Heroes, Soulcalibur IV, MK vs DC, Call of Duty: World at War, The Conduit e per serie tv.